# Vikna
Vikna este o comună din provincia Nord-Trøndelag, Norvegia.